# Gobierno zarista

Bandera tardía de la dinastía Románov como gobernantes del Imperio ruso, uno de los grupos zaristas más representativos.

El Gobierno zarista también llamado régimen zarista o autocracia zarista (transcrito del Ruso: tsárskoye samoderzháviye) es una forma de gobierno relativamente absolutista (más tarde monarquía absoluta) específica del Gran Ducado de Moscú, que más tarde se convirtió en el Zarato ruso y el Imperio ruso con el Emperador de toda Rusia. En él, todo el poder y la riqueza están controlados (y distribuidos) por el Zar. Tenían más poder que los monarcas constitucionales, que generalmente están investidos por la ley y compensados por una autoridad legislativa, incluso tenían más ímpetu en cuestiones religiosas en comparación con los monarcas occidentales. En Rusia, se originó durante la época de Iván III (1440-1505) y fue abolida después de la Revolución de Febrero de 1917.

## Nombres alternativos
Este sistema también ha sido descrito por los siguientes términos: autocracia imperial, autocracia rusa, autocracia moscovita, absolutismo zarista, absolutismo imperial, absolutismo ruso, absolutismo moscovita, despotismo moscovita, despotismo ruso, despotismo zarista o despotismo eslavo.

## Historia
La dominación tártara y las ideas y el sistema administrativo mongoles están acreditados por traer la cultura que exhibe algunas características de un despotismo oriental a Rusia. El absolutismo en Rusia se desarrolló gradualmente durante los siglos XVII y XVIII, reemplazando el despotismo del Gran Ducado de Moscú. Iván III se basó en las tradiciones bizantinas y sentó las bases de la autocracia zarista, un sistema que con algunas variaciones gobernaría a Rusia durante siglos.
Después de un período de desorden conocido como Tiempos Turbios, el primer monarca de la dinastía Románov, Miguel I de Rusia, fue elegido para gobernar por un Zemski Sobor (o "Asamblea de la tierra"). Durante el reinado de Miguel, cuando la dinastía Románov todavía era débil, tales asambleas se convocaban anualmente. Sin embargo, la familia imperial consolidó el poder absoluto en Rusia durante el reinado de Pedro el Grande, que redujo el poder de la nobleza y fortaleció el poder central del zar, estableciendo un servicio civil burocrático basado en la Tabla de Rangos pero teóricamente abierto a todas las clases de la sociedad, en lugar de la nobleza solamente.
Pedro I también fortaleció el control del estado sobre la Iglesia ortodoxa rusa aboliendo el Patriarcado de Moscú. La reforma de Pedro provocó una serie de golpes de palacio en busca de restaurar el poder de los nobles. Para acabar con ellos, Catalina la Grande, cuyo reinado se considera a menudo como el punto más alto del absolutismo en Rusia, emitió en 1785 la Carta a la Nobleza, afirmando legalmente los derechos y privilegios que habían adquirido en años anteriores; y la Carta de los Pueblos, estableciendo el gobierno autónomo municipal. Esto aplacó a los poderosos miembros de la sociedad, sin embargo, el poder real descansaba de hecho en la burocracia del estado.Alejandro I estableció el Consejo de Estado del Imperio ruso como órgano legislativo asesor, y aunque Alejandro II impuso un sistema de autogobierno local electo (Zemstvo) y un sistema judicial independiente, Rusia no tuvo una asamblea representativa a nivel nacional (Duma) o una constitución hasta después de la Revolución rusa de 1905.
En 1906, durante el reinado del último zar Nicolás II de Rusia, fue promulgada la primera Constitución de Rusia y establecida la Duma Imperial de Rusia. Anteriormente en 1897, cumplimentando el concepto de la clase de ocupación en el formulario del primer censo de Rusia, Nicolás II manifestó que era el "Dueño de la tierra rusa" («Хозяин земли русской»), título que ostentaron los zares desde el siglo XVII.  La monarquía rusa fue abolida por la Revolución de Febrero del año 1917.

## Características
La persona del zar mismo, un soberano con autoridad absoluta, estaba en el centro de la autocracia zarista. Los derechos del poder estatal en toda su extensión pertenecían al zar. El autócrata también confió el poder a personas e instituciones, actuando en su nombre, por sus órdenes y dentro de los límites establecidos por la ley. El propósito del sistema era beneficiar supuestamente a todo el país de Rusia. Una metáfora existía comparando el zar con un padre, y todos los súbditos del Imperio, con sus hijos. Esta metáfora incluso apareció en los primeros libros ortodoxos. Esta metáfora está presente en la expresión rusa común "царь-батюшка", literalmente el "zar-padrecito".
Además, a diferencia de la separación teórica de la iglesia y el estado en las monarquías de Europa occidental, el Imperio ruso combinó la monarquía con la autoridad suprema en los asuntos religiosos.
Otra característica clave relacionada con el patrimonialismo. En Rusia, el zar poseía una proporción mucho mayor del estado (tierras, empresas, etc.) que los monarcas occidentales.
La autocracia zarista tenía muchos partidarios dentro de Rusia. Los principales defensores y teóricos rusos de la autocracia incluyeron al escritor Fiódor Dostoyevski, Mijaíl Katkov, Konstantín Aksákov, Nikolái Karamzín, Konstantín Pobedonóstsev y Piotr Semiónov-Tian-Shanski. Todos argumentaron que una Rusia fuerte y próspera necesitaba un zar fuerte, y que las filosofías del republicanismo y la democracia liberal no encajaban en Rusia.

## Influencias
Algunos historiadores consideran que las tradiciones de la autocracia zarista son parcialmente responsables de sentar las bases para el totalitarismo en la Unión Soviética. Ven las tradiciones de autocracia y patrimonialismo como dominantes de la cultura política de Rusia durante siglos; por ejemplo, Stephen White es descrito como el defensor "más consistente" de la posición de que la singularidad de la herencia política rusa es inseparable de su identidad étnica. En opinión de White, la autocracia es el factor definitorio en la historia de la política rusa. Escribió que la cultura política rusa está "arraigada en la experiencia histórica de siglos de absolutismo". Esos puntos de vista habían sido cuestionados por otros historiadores, por ejemplo, Nicolai N. Petro y Martin Malia (según lo citado por Hoffmann). Richard Pipes es otro historiador influyente que sostenía la posición sobre la distinción de la historia y el sistema político de Rusia, describiendo el absolutismo del sistema político moscovita como "patrimonial", y vio la estabilidad de la Unión Soviética en el hecho que los rusos aceptaron la legitimidad de esta organización patrimonial.
Algunos historiadores han señalado un elemento racial en el concepto. Por ejemplo, los analistas estadounidenses de la Guerra Fría, incluido George Kennan, vincularon el gobierno autocrático del gobierno soviético con las influencias tártaras durante su historia, y las biografías de los líderes rusos a menudo destacaron sus posibles ancestros asiáticos. Sostuvieron que las influencias asiáticas hicieron que los rusos, junto con los chinos, no fueran dignos de confianza.

## La crítica del concepto
Los historiadores de diferentes orígenes han criticado el concepto de 'gobierno zarista' en sus diversas formas. Sus quejas van desde que los diferentes nombres del modelo son demasiado vagos, hasta sus implicaciones cronológicas (es imposible considerar a Rusia en los diferentes siglos), así como su contenido (la cuestión de cómo la autocracia rusa o "zarismo"). difiere de la autocracia "regular" o del absolutismo europeo en este sentido).
Con respecto a la sustancia del modelo de autocracia, su ecuación con el despotismo, sus supuestos orígenes en el gobierno mongol, así como su supuesto aumento en la Moscovia medieval, han sido muy debatidos. Por un lado, los estudiosos marxistas soviéticos estaban preocupados por el absolutismo prerrevolucionario e identificaron a las élites boyardas y la burocracia como sus pilares. Por ejemplo, Serguéi M. Troitski afirmó que los monarcas rusos dominaron la nobleza que se redujo al servicio estatal. Según Troitskii, el absolutismo en Rusia era el mismo que en cualquier otra parte. Esto llevó a una posición difícil dentro del marxismo, porque el absolutismo gira en torno a las instituciones y las leyes, que eran fundamentalmente menos importantes que la base socioeconómica de la sociedad. Esto plantea la pregunta de cómo el absolutismo podría ser el mismo cuando las circunstancias socioeconómicas en Rusia no fueran las mismas que en otros lugares.
Para reconciliar la naturaleza no socioeconómica del absolutismo con la teoría marxista, el erudito soviético Aleksandr Chistozvónov propuso agrupar la monarquía rusa con la prusiana y la austriaca, formando una mezcla distinta de absolutismo europeo occidental y "despotismo oriental". A los ojos de Chistozvónov, independientemente de los elementos absolutistas o autocráticos que estuvieran presentes en Rusia, no eran únicos y no justifican la categorización exclusiva de Rusia.
De manera similar, luchando contra las concepciones marxistas, los historiadores soviéticos Piotr A. Zaionchkovski y su estudiante Larisa G. Zajárova se centraron en la importancia de las convicciones políticas de los funcionarios y burócratas rusos para explicar la toma de decisiones políticas del siglo XIX. Al demostrar que el estado no era un todo unificado y poderoso (comandado por la clase económicamente dominante), también abordaron las concepciones comunes (marxistas) de la autocracia rusa. Mientras que, como Troitski, estudiaron la nobleza y la burocracia (en un período posterior), Zaionchkovski y Zajárova pintaron una imagen diferente de la posición del zar. Coincidiendo con eruditos occidentales como Robert Crummey, dejaron al descubierto la interdependencia del monarca y la nobleza en la práctica del gobierno.
Fuera de Rusia y la Unión Soviética, Hans-Joachim Torke, entre otros, intentó contrarrestar la noción de un estado autocrático todopoderoso señalando la dependencia mutua de las élites del servicio y el estado (acuñando el término "sociedad condicionada por el estado"). Torke reconoce que los zares no fueron controlados por ninguna forma de constitución, pero enfatiza, por ejemplo, las limitaciones de la moralidad cristiana y las costumbres judiciales. La llamada "escuela estadounidense" de los años 80 y 90 defendió el importante papel de las redes de élite y su poder en la corte. Edward Keenan fue aún más lejos en su conocido artículo sobre la cultura política de los moscovitas, afirmando que el zar era simplemente un títere en manos de boyardos que ejercían el poder real detrás de las escenas.
Para otros, como David Ransel y Paul Bushkovitch, va demasiado lejos para retratar las relaciones entre el zar y la nobleza como lo hace Keenan, porque no aprecia su complejidad. Bushkovitch sostiene que la falta de limitaciones teóricas sobre el poder del zar es irrelevante y, en cambio, afirma que la "cuestión crucial" es dónde reside el poder real. En su opinión, esto solo puede ser demostrado por la narrativa política de los acontecimientos. Bushkovitch colocó el equilibrio de poder entre el zar, los boyardos individuales y los favoritos del zar en el centro de la toma de decisiones políticas. Al hacerlo, Bushkovitch descubrió que, por un lado, el poder relativo del zar fluctuaba por monarca, y por otro lado, que la nobleza estaba casi unificada; El equilibrio de poder cambió con cada zar, así como el ascenso de los boyardos, y en el caso de Pedro, incluso cambio varias veces.
Charles J. Halperin advirtió contra puntos de vista que fácilmente reclaman el dominio del zar y del estado en la política o la sociedad. Aunque reconoce las diferencias institucionales entre las monarquías de Moscovia y Europa Occidental, Halperin subraya, sin embargo, que estas diferencias no deben considerarse absolutas. En su opinión, la práctica del gobierno, una cuestión de las interacciones humanas, es más importante que la teoría y las abstracciones.